# Hoplocryptus scorteus
Hoplocryptus scorteus är en stekelart som först beskrevs av Setsuya Momoi 1968.  Hoplocryptus scorteus ingår i släktet Hoplocryptus och familjen brokparasitsteklar. Inga underarter finns listade i Catalogue of Life.